# Alec Scott
Alec Scott   (Tetbury, 16 d'octubre de 1906 - Cheltenham, 11 de juny de 1978) va ser un genet anglès que va competir durant la dècada de 1930.
El 1936 va prendre part en els Jocs Olímpics de Berlín, on va disputar dues proves del programa d'hípica amb el cavall Bob Clive. Va guanyar la medalla de bronze en la prova del concurs complet per equips, mentre en la prova individual sou setè.
Scott va estudiar al Royal Military College. Durant la Segona Guerra Mundial lluità en el 5è Royal Inniskilling Dragoon Guards. Va ser guardonat amb la Creu Militar durant les festes de celebració de l'aniversari del rei Jordi VI el 1940.